# جائزة بوليتزر عن فئة الأعمال التاريخية
جائزة بوليتزر عن فئة التاريخ (بالإنجليزية: Pulitzer Prize for History)‏ هي واحدة من سبعة جوائز بوليتزر تقدمها سنويًا جامعة كولومبيا بنيويورك في الولايات المتحدة الأمريكية في مجالات الآداب والدراما والموسيقى. بدأ العمل بها رسميًا منذ البداية، أي منذ عام 1917، وتُمنح للكتب التاريخية المميزة عن تاريخ الولايات المتحدة، التي نشرت خلال العام من قبل الكتاب الأمريكيين. وتُعد واحدة من الجوائز الأصلية القديمة التي افتتحت عام 1917 بسبعة جوائز. وقد حملت جائزة التاريخ بعض الأعمال التاريخية ضمن جائزة بوليتزر عن فئة السيرة الذاتية، بدءًا من 1917، وجائزة بوليتزر عن فئة الأعمال غير الخيالية منذ عام 1952. وبدءًا من عام 1980، بدأ الإعلان عن عملين آخرين دخلا التصفيات الأخيرة للجائزة، ليتم بذلك الإعلان عن الفائز إلى جانب أصحاب المركزين الآخرين.
تحظى هذه الجوائز، التي مولت في الأساس بمنحة من رائد الصحافة الأمريكي جوزيف بوليتزر بتقدير كبير. وتمنح جامعة كولومبيا الجوائز بتوصية من هيئة جوائز بوليتزر، المكونة من محكمين تعينهم الجامعة نفسها ويصل عدد الجوائز الممنوحة سنويًا إلى واحد وعشرين جائزة.

## وصلات خارجية
- الموقع الرسمي.
- الفائزين السابقين والمرشحين حسب الفئة.